# Hemiksem
Hemiksem est une commune néerlandophone de Belgique située en Région flamande dans la province d'Anvers.

## Héraldique
|  | La commune possède des armoiries qui lui ont été octroyées le 8 juin 1839. Elles sont identiques aux armoiries de la famille Schilder. Il a été établi que la famille Schilder était propriétaire du domaine d'Hemiksem de 1739 à 1749, mais cela n'a pas été prouvé. Néanmoins les armoiries ont été adoptées par la municipalité en 1839. Dans les années 1990, le Conseil héraldique flamand a proposé de changer d'armoiries, l’importance historique étant très faible. Le conseil a proposé de nouvelles armoiries en utilisant la barre rouge, mais maintenant placées sur une crosse, en tant que symbole de l'abbaye Saint-Bernard à Hemiksem. Le conseil a cependant voulu continuer les armoiries anciennes, mais a adopté un nouveau blason. Blasonnement : D'argent, deux pales de glaçure, avec une barre transversale en travers de gueules, accompagnés dans le chef de bouclier de trois merlettes de sable, placés d'argent. Le bouclier surmonté d'un casque d'argent, barré, col, bordé et couronné d'or, doublé et suturé de gueules, de couvertures d'argent et de glaçure. Signe du casque: un coq de couleur naturelle. Sort d'armes : OMNIS VITA LABOUR en lettres de sable sur un ruban d'argent. (Traduction libre) Source du blasonnement : Heraldy of the World. |

## Démographie

### Évolution démographique
- Source : DGS - Remarque: 1806 jusqu'à 1981=recensement; depuis 1990=nombre d'habitants chaque 1er janvier[2]

## Patrimoine
- Abbaye de Saint-Bernard-sur-l'Escaut, ancienne abbaye cistercienne classée comme « monument historique » en 1973.